# Rudolf Siebenmann
Rudolf „Ruedi“ Ernst Siebenmann (* 29. Juli 1922 in Lima, Peru; † 5. Dezember 2018 in Zürich) war ein Schweizer Titularprofessor für allgemeine und spezielle pathologische Anatomie. Er war Forscher, Dozent und Leiter der pathologischen Institute des Kantonsspitals St. Gallen und des Stadtspitals Triemli.

## Karriere

### Ausbildung
Siebenmann studierte Medizin in Bern, Paris und Zürich. Im Jahr 1948 schloss er sein Studium mit Staatsexamen ab. Dann begann er eine pathologische Fachausbildung. Er arbeitete dabei unter anderem an den pathologischen Instituten des Kantonsspitals St. Gallen, des Universitätsspitals Zürich und des Massachusetts General Hospital in Boston. 1963 habilitierte er sich an der Universität Zürich und erhielt die venia legendi.

### Tätigkeiten
Im Jahr 1963 wurde Siebenmann Chefarzt am pathologischen Institut des Kantonsspitals St. Gallen. Ab 1970 leitete er als Chefarzt das pathologische Institut am Stadtspital Triemli in Zürich. Ab 1974 war er dort auch stellvertretender Chefarzt-Direktor.
Siebenmann war Mitglied in mehreren wissenschaftlichen Gesellschaften und arbeitete ab 1972 bei der Weltgesundheitsorganisation in Genf. Dort forschte er an der internationalen histologischen Klassifikation endokriner Tumoren. Ausserdem hielt er Vorträge an nationalen und internationalen Kongressen und Fachtagungen.
Als Dozent führte Siebenmann Pathologie-Kurse durch, leitete Seminare und betreute Doktoranden.

### Privat
Siebenmann lebte in Uitikon und verstarb am 5. Dezember 2018 im Alter von 96 Jahren. Er wurde im Friedhof Uitikon Waldegg beigesetzt. Sein Sohn Manuel Siebenmann (* 1959) ist Film- und Fernsehregisseur, Autor und Dramaturg, seine Tochter Nina Siebenmann (1956–2009) war Musikerin und Dozentin am Konservatorium Zürich.

## Publikationen (Auswahl)
Siebenmann hat zahlreiche wissenschaftliche Arbeiten veröffentlicht. Bedeutend war sein Beitrag über die pathologische Morphologie der endokrinen Regulationsstörungen im Handbuch der allgemeinen Pathologie.